# Blaison
Blaison is een plaats en voormalige gemeente in het Franse departement Maine-et-Loire in de regio Pays de la Loire.

## Geschiedenis
Op 1 maart 1974 fuseerde Blaison met Gohier  in een fusion-association. Dit hield in dat Gohier als commune associée nog enige mate van zelfstandigheid behield.

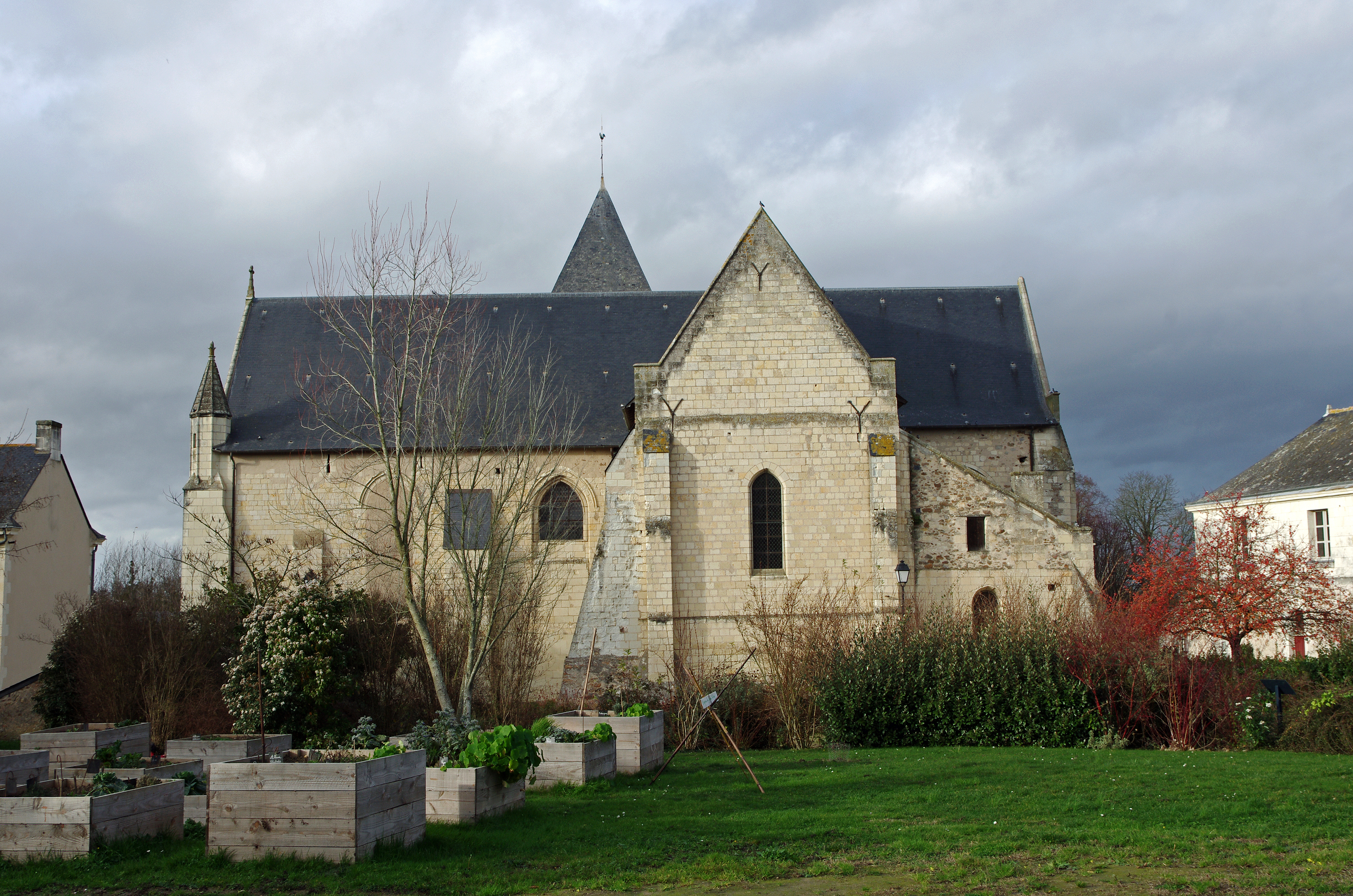
De kerk van Blaison

Blaison · Gohier · Saint-Sulpice